# Col des Montets
De Col des Montets is een 1461 meter hoge bergpas in de Franse Alpen die samen met de Col de la Forclaz de verbinding vormt tussen het Franse Chamonix-Mont-Blanc en het Zwitserse Wallis. De spoorlijn Saint-Gervais-les-Bains-Le Fayet - Vallorcine gaat onder de pas door via de Montets-Tunnel.
Ten westen van de pashoogte verheffen zich de Aiguilles Rouges (2965 m), in het zuiden heeft men een goed uitzicht op het massief van de Mont Blanc. Gewoonlijk is het traject over de pasweg het gehele jaar voor verkeer geopend. 's Winters kan het echter voorkomen dat de weg wordt afgesloten in verband met lawinegevaar. In dat geval kunnen de hulpdiensten gebruik maken van de spoortunnel onder de pas.